# Kawanishi K-200
Le Kawanishi K-200 est un projet d'hydravion à coque développé par l'empire du Japon en 1945 à la fin de la Seconde Guerre mondiale. La capitulation du Japon est annoncée avant que le projet ne soit achevé et aucun prototype n'a même été produit. Il y a très peu de données sur cet avion et les illustrations contemporaines du K-200 ne sont que des spéculations.

## Développement
Inspiré par le Kawanishi E11K (en) et le Kawanishi K-60, the K-200 utilise six turboréacteurs. Il est suggéré que le K-200 a été conçu pour remplacer d'autres hydravions lourds à long rayon d'action de la Marine impériale japonaise et qu'il est également été proposé pour transporter une éventuelle arme nucléaire japonaise aux États-Unis, mais il n'y a pas de preuves de cela.
La marine japonaise peut avoir demandé à Kawanishi de développer un hydravion à turboréacteur ou il peut s'agir d'une initiative de l'entreprise. Les preuves qui appuie la première hypothèse viennent des demandes de la marine pour le Kawanishi H11K Soku et le K-60, ses deux grands hydravions, et donc la demande du K-200 peut avoir été possible.
Pour un si grand hydravion, le K-200 aurait probablement été équipé de turboréacteurs Ne-330. Il s'agit du dernier projet de turboréacteur avant la fin de la guerre et celui qui a la poussée la plus élevée à 1 300 kg. Cependant, le Ne-330 consomme 1,95 kg de carburant par kg de poussée et installer six moteurs Ne-330 au K-200 l'aurait obligé à consacrer une grande partie de son espace pour stocker le carburant. Une conséquence de cela aurait été un faible rayon d'action, inférieur à celui du principal hydravion de la marine, le Kawanishi H8K, même s'il aurait été plus rapide. Ce court rayon d'action aurait fait du K-200 un mauvais candidat pour devenir l'avion capable de livrer une arme atomique jusqu'aux États-Unis.
Les moteurs auraient été installés sur les ailes, trois sur chacune. Cette position aurait permis de réduire l'ingestion d'eau des moteurs.
Il est probable que le K-200 aurait eu le même armement que le Kawanishi H8K. C'est-à-dire un canon Type 99 de 20 mm dans sa tourelle de queue et dans une tourelle au-dessus du fuselage, près des ailes. Sur les côtés de la coque auraient été installé soit le type 99 soit la mitrailleuse Type 92 (en) de 7,37 mm. Un autre canon se serait trouvé dans le nez de l'appareil. Le K-200 aurait peut-être aussi été capable de transporter des torpilles, des grenades anti-sous-marine, ou des bombes.
À la vue des données retrouvées, le K-200 aurait beaucoup ressemblé au Beriev R-1 soviétique.